# Мандрівна Земля-2
«Мандрівна Земля-2» — китайський науково-фантастичний пригодницький фільм 2023 року. Режисером і співавтором став Франт Гво. Після великого касового успіху свого попередника Гво анонсував продовження у 2019 році, він отримав «зелене світло» 21 липня 2021 року. Виробництво офіційно почалося 13 жовтня 2021 року. Вперше продемонстрований 22 січня 2023 року, першого дня китайських новорічних свят.
Фільм пов'язаний із кінокартиною 2019 року «Мандрівна Земля», причому всупереч назві є приквелом. Земляни стикаються з загрозою вибуху Сонця та вирішують будувати потужні двигуни, які заберуть їхню планету за межі Сонячної системи.

## Сюжет
Сонце стає червоним гігантом і загрожує поглинути Землю через 100 років. Тому Організація Об'єднаних Націй, перейменована на Уряд Об'єднаної Землі (UEG), розробляє проєкт «Мандрівна гора» з будівництва тисяч гігантських іонних двигунів, які зможуть вивести Землю з Сонячної системи й доставити до іншої зорі. Проєкту протистоїть радикальне угрупування «Digital Life Project» (DLP), яке вірить, що майбутнє людства — в оцифруванні розуму та існуванні на машинних носіях, а UEG марнує ресурси.
У 2044 році повинне відбутися випробування іонного двигуна на Місяці. Туди вирушає на космічному ліфті астронавт-стажер Лю Пеянг, коли DLP здійснює напад. Йому та колегам-стажерам вдається перемогти фанатиків DLP, але через їхню хакерську атаку на безпілотники космічний ліфт і космічна станція «Ковчег» серйозно пошкоджені й падають на Землю.
Щоб відновити довіру громадськості до проєкту «Мандрівна гора», Лю Пеянгу та іншим інженерам UEG доручають завершити будівництво трьох місячних двигунів (два з яких китайські). Комп'ютерний інженер Ту Ген'ю, який раніше працював над проєктом «Digital Life», розробляє квантові комп'ютери серії 550 для керування двигунами та побудовою підземних міст під ними. Ту Ген'ю у вільний час спілкується з оцифрованим розумом своєї дочки, яка загинула в автокатастрофі; але через обмеження комп'ютера 550A, її цифрова свідомість може діяти тільки 2 хвилини. Оскільки комп'ютер 550C, який вже суттєво оптимізував витрати, був пошкоджений, йому доводиться використовувати 550A для тестування. Ту Ген'ю просить Ма Чжао розробити нові версії серії 550.
Упродовж наступних 14 років UEG переслідує прихильників DLP, збирає ресурси та будує понад 7 тис. двигунів, які поступово зупиняють обертання Землі. Проєкт «Мандрівна гора» офіційно перейменовують на «Мандрівна Земля», і три готових місячних двигуни починають віддаляти Місяць від Землі. Це збільшує тривалість доби та опромінення населення сонячною радіацією. У 2058 році Ту Ген'ю вирішує завантажити запис свідомості своєї померлої дочки в найновіший суперкомп'ютер 550W. Одразу після цього місячні двигуни запускаються, а потім вибухають, Місяць прямує на зіткнення з Землею.
Задля відвернення катастрофи UEG ініціює резервний план, який полягає у підриві усієї ядерної зброї Землі на поверхні Місяця. На заваді стають розшифровка кодів запуску зброї, затоплення центрів обробки даних і обмаль часу до того, як Місяць досягне межі Роша та розпадеться на частини, які знищать Землю. Коли дрібні уламки Місяця почали падати і вражати різні міста, такі як Пекін, і супутники зв'язку, на планеті спалахують заворушення. Після того, як розшифровка кодів зайшла в глухий кут, сотні астронавтів старші 50 років вирушають на самовбивчу місію, щоб вручну підірвати ядерну зброю. Місяць вдається сповільнити, але це тільки відкладає падіння його фрагментів на 3 дні. В UEG сперечаються чи вмикати планетарні двигуни, бо якщо не ввімкнути їх усі одночасно, це може зруйнувати літосферу Землі. Китайські лідери наполягають дочекатися відновлення зв'язку, хоча пекінський сервер виявляється затоплений.
Лю Пеянгу вдається вижити після ядерного вибуху, скориставшись капсулою першої російської місячної експедиції. Тим часом на Землі Ту Ген'ю, якого відправляють допомогти перезавантажити затоплений пекінський сервер, за порадою дочки завантажує копію власної свідомості в мережу, перш ніж потонути. Його цифрова особистість встигає вчасно перезавантажити останній сервер. Завдяки цьому земні двигуни одночасно вмикаються та віддаляють Землю від курсу місячних уламків. Планета починає рух у напрямку Юпітера, щоб виконати там маневр і покинути Сонячну систему (з чого починається перший фільм).
У 2067 Лю Пеянг приєднується до будівництва нової станції «Ковчег», а на Землі триває завершення двигунів і підземних міст. Штучний інтелект 550W у розмові з ним називає себе «MOSS» (віддзеркалена назва 550W).
У сцені в середині титрів до цифрової особистості Ту Ген'ю звертається штучний інтелект 550W. Розумний суперкомп'ютер показує, що він спланував попередні кризи та додає, що багато інших криз іще попереду.

## Знімались
| Актор        | Роль        |
| ------------ | ----------- |
| Енді Лау     | Ту Ген'ю    |
| Джинг Ву     | Лю Пеянг    |
| Лі Сюецзянь  | Чжоу Цзечі  |
| Ша І         | Чжан Пен    |
| Нін Лі       | Ма Чжао     |
| Ван Чжі      | Хань Дуодуо |
| Чжу Яньманзі | Хао Сяосі   |

## Оцінки й відгуки
Фільм зібрав переважно позитивні відгуки, отримавши середню оцінку критиків на Rotten Tomatoes 79 %.
Метью Монейгл у газеті «Austin Chronicle» описав, що цей фільм пропонує китайський погляд на те, як виглядали б «Армагеддон» або «Зіткнення з безоднею». Він похмуріший, ніж попередник, і в багатьох рисах проявляє максималізм, загострюючи змальовані раніше теми. «Мандрівна Земля — 2» є «цікавим артефактом», адже «робить певні коментарі на крок далі [ніж перший фільм], позиціонуючи Сполучені Штати як відверто ворожі до зусиль світової спільноти подолати міжнародну кризу». В епоху, коли найкращим фільмом-катастрофою постає «Падіння Місяця», «Мандрівна Земля — 2» заслуговує на увагу.
Кейті Сміт-Вонг у Digital Spy писала: «У фільмі велика увага приділяється емоційному конфлікту між його героями, які борються проти вимирання, тому є багато приреченості й похмурості — чи то через навислий апокаліпсис, чи то часті зіткнення зі смертю (що, на жаль, відкидає вбік більшість жіночих персонажів)». Можливу затягненість компенсують видовищні сцени та глибші контексти.
Брендон Ю з газети «New York Times» критикував, що «Мандрівна Земля» стала для Китаю своїм «Армагеддоном», який, попри недоліки, розважає; тоді як «Мандрівна Земля — 2» перевантажена мелодраматичними сюжетними лініями та явно націоналістичними посилами. «Втрачаючи весь захват свого попередника, фільм натомість пропонує майже три години заплутаних сюжетних ліній, недороблених тем і клубок збаламученого, явно схваленого державою політичного підтексту».
Браян Кастелло з Common Sense Media написав, що «Мандрівна Земля — 2» має цікаву концепцію порятунку планети, проте вона губиться «в трясовині незграбних оповідей, шаблонних героїв бойовиків» і надмірних видовищ, перед якими бліднуть роботи Майкла Бея. Незрозуміла мотивація антагоністів з DLP, адже оцифрування розуму не врятує їх від знищення разом з Землею. Крім того, намагаючись бути відповіддю на голлівудські блокбастери, фільм просуває «жорсткий шовіністський націоналізм» і триває надто довго.